# Models.com
Models.com è un database online di informazioni relative a modelle, modelli, agenzie di moda, stilisti, aziende e campagne pubblicitarie. Il sito è stato fondato nel 1999 da Stephan Moskovic e Wayne Sterling, ed ha sede a New York. Il giornalista Guy Trebay, del The New York Times ha definito il sito come "Il sito di riferimento preferito dall'industria"
Oltre a contenere un vasto database, Models.com stila periodicamente numerose classifiche relative all'industria della moda ed in particolar modo sulla popolarità dei modelli e delle modelle. Le classifiche stilate dal sito sono: Top 50 Woman, Top 50 Men, Top Icons, Top 25 Sexiest, Top 10 Newcomers, The Money Girls, Top Icons Men, The Money Guys, Top Agencies New York Women e Top Agencies New York Women. Secondo i rilevamenti di Alexa il sito è alla posizione 6,425 dei più visitati negli Stati Uniti, ed alla 11,930 in totale.